# Kristijan Muck
Kristijan Muck, slovenski gledališki in filmski igralec, pesnik, esejist, slikar, dramatik, režiser,  pedagog, * 23. februar 1941, Ljubljana.
Muck je dolgoletni profesor dramske igre na Akademiji za gledališče, radio, film in televizijo v Ljubljani. Je brat Marlenke Stupice in stric pisateljice in igralke Dese Muck.                                       

## Življenje
Osnovno in gimnazijsko šolanje v Ljubljani.  L. 1966 na AGRFT diplomiral iz dramske igre. Od leta 1964 član Drame SNG v Ljubljani, od leta 1980 na AGRFT, od leta 1995 kot red. prof.
Oče Oton je bil agronom, nazadnje red. prof. na fakulteti. Mati Aranka, zobotehnica, je bila nezaposlena. Sestra Marlenka Stupica, akademska slikarka. Brata Peter, vodogradbenik, Oton, agronom. Kristijan Muck ima dve hčeri, Anjo, dramaturginjo, magistro sociologije kulture in doktorico znanosti ter Nančo, jazzovsko pevko in magistro govornega sporočanja. Slikarka Marija Lucija Stupica, ter pisateljica in igralka Desa Muck sta avtorjevi nečakinji.
V dijaških letih deloval v amaterskih, deloma tudi profesionalnih gledališčih, posnel je prvi film.
V šestdesetih letih je ob sodelovanju v Drami SNG v Ljubljani bil dejaven v neinstitucionalnih gledališčih, predvsem pri Odru 57, gledališču Ad hoc in v Součkovi skupini.
V sedemdesetih je nadaljeval s podobno usmeritvijo, tokrat pri Gleju in Pekarni, hkrati pa je ob zaznavanju osnovnejših kategorij igralstva in z obravnavanjem splošnejših virov ustvarjalnosti začel v literarnih revijah objavljati eseje oziroma poezijo. Ukvarjal se je s principi likovnosti in s povezavami med različnimi umetniškimi področji.
1980. je izdal s slikarko Bredo Jontes ob skupni likovni in pesniški razstavi Razporedja pesniško in grafično mapo Triptihon.
V osemdesetih je imel vrsto samostojnih likovnih razstav in izvedel več gledaliških oziroma intermedialnih projektov, med drugim v Cankarjevem domu, v Gleju, v galeriji Equrna in v Mali drami. Od slednjih je bila najodmevnejša v sezoni 1985/86 Svetloba maternice, ki je bila posneta za TV Slovenijo.
1987. je izšla knjiga z naslovom V tkivo ognja (Založba Obzorja; 182 strani), v kateri  je, izhajajoč iz konkretne dánosti knjige kot objekta, postavil v medsebojni odnos poezijo, prozo, elemente esejistike in risbe.
1988. je izšla knjiga pesmi in risb Apno, ogorki (samozaložba; 80 strani) in istega leta knjiga esejev Antigonino zrcalo (Knjižnica MGL; 216 strani).
1989. je izšla pesniška zbirka Za jezom neba (Cankarjeva založba; 119 strani).
1990. je izšla zbirka pesmi Zoon politikon (Založba Lipa; 27 strani).
V devetdesetih letih piše in objavlja predvsem širši sklop dramskih tekstov, v katerih se niz dogodkov, povezanih v realistično zgodbo, razpeto med letoma 1945 in 1991, presnavlja v vzporedno in pretrgano zaporedje poetskih prizorov, ki zajemajo notranjo strukturo igralstva. Snuje pesniški zbirki Eden in Bleščice.
1999. izide sklop tekstov z naslovom   I m e n a     i g r e  (Založba Mondena; 431 strani). Vanj so ob izhodiščnem proznem tekstu Menih vključene drame Portimăo, trilogija Zgubljeni sli, Yama, Crist.doc, ter farsa Na zlatih parcelah.
V sezoni 1999/2000 režira svoj tekst Portimăo v Mali drami SNG.
V začetku zadnjega desetletja
2000. izide knjiga esejev Med krinko in obrazom (Cankarjeva založba; 235 strani).
2001. izide pesniška zbirka Eden (Cankarjeva založba; 149 strani) in zbirka pesmi Bleščice (Založba Mondena; 88 strani).
2001. izidejo Zvonove zgodbe (Vodnikova založba; 101 stran)
2002. izide dramski tekst Zalog (Cankarjeva založba; 93 strani)
2006. izide pesniška zbirka Sinji klici (Založništvo Abram; ilustracije in oprema slikar in kipar Peter Abram; 70 strani)
Član ZDUS in DSP. V gledališču, pri filmu in na TV v celoti odigral preko 130 vlog. Predvsem do začetka devetdesetih veliko sodeloval na radiu. Režiral svoja besedila oziroma projekte. Več predstavitev svojih pesmi, deloma kot posebni nastopi. Objavlja poezijo, prozo, eseje, dramske tekste v večini slovenskih revij ali drugih publikacij. Število vseh revijalnih objav je okrog sto. Kot igralec je večkrat samostojno nastopal tudi na nemškem govornem področju ter bil, poleg drugih, na daljšem študijskem potovanju v ZDA.
Pomembnejše nagrade: Prešernova nagrada za študente, Borštnikova nagrada, Jugoslovanska nagrada za igro na festivalu radia, Nagrada ZDUS.

## Igralske vloge

### Pomembnejše vloge v gledališču
Skupno je Muck odigral okrog 100 gledaliških vlog. Kronološki seznam:
63/64 Knut, Grum, Trudni zastori;
63/64 Jean, Sartre, Nepokopani mrtveci;
65/66 Prometej, Ajshil, Prometej;
65/66 Mož, Feydeau, Pokojna gospejina mama (v francoščini);
66/67 Prvi kaznjenec, P. Božič, Kaznjenci;
66/67 Glasnik, Ajshil, Oresteja;
66/67 Drugi brat, Božič, Dva brata;
66/67 Tiger, Schisgal, Tiger (lastni prevod);
69/70 Kaspar, Handke, Kaspar;
71/72 Klaver, Javoršek, Konec hrepenenja;
71/72 Rebolledo, Calderon, Sodnik zalamejski;
72/73 Octave, Moliere, Scapinove zvijače;
72/73 Romeo, Shakespaeare, Romeo in Julija;
72/73 Dinsdale Gurney, Barnes, Vladajoči razred;
72/73 Grof Albafiorita, Goldoni, Krčmarica Mirandolina;
72/73 Miguelin del Padrones, Valle-Inclán, Božje besede;
72/73 Ilči, P. Božič, Kako srečen dan;
73/74 Mihajlo Sekelj, Kreft, Velika puntarija;
73/74 Tip 4, Lužan, Zeleni volk;
74/75 Jernej, Jesih, Vzpon, padec in ponovni vzpon zanesenega ekonomista;
74/75 Krasavin, Najdenov, Vanjušinovi otroci;
74/75 Valjhun, Svetina-Povše, Ukana;
74/75 Šofer in Kekić, Kovač, Tako tako;
75/76 Tiger Brown, Brecht, Opera za tri groše;
75/76 Črna goflja, Arden, Živite kot svinje;
77/78 Pečkaj, Nestroy, Talisman
78/79 Dudakov, Gorki, Letoviščarji;
81/82 Noe, Slovenska zgodovina, Kocbek, Tišina osmega jutra;
82/83 Nadškof marki de Charron, Bulgakov, Moliere;
82/83 Papadić, Volker-Sorge, Slavje pri Papadiću (v nemščini; Theater der Jugend, Dunaj);
83/84 Jerofejev, Jerofejev-Likar, Moskva Petuški;
84/85 Kleant, Moliere, Tartuffe;
85/86 Mož, Brecht, Malomeščanska svatba;
85/86 Izvajalec, Muck, Svetloba maternice (Cankarjev dom);
87/88 Wilde, Wilde-Lukić, Saloma;
87/88 Risar, Muck, Energeia (Galerija Equrna);
88/89 Gospod Š, Kafka-Rozman, Preobrazba;
88/89 Orfejsatir, Muck, Apno ogorki (Glej);
88/89 Monogamov, Aksjonov, Čaplja;
89/90 Nastopajoči, Muck, Za jezom neba (Mala drama);
89/90 Gegrémont, Feydeau, Dama iz Maxima;
91/92 Jakob, Brecht, Opera za tri groše (v nemščini; Bad Hersfelder Festspiele);
91/92 Mornar, Giraudoux, Trojanske vojne ne bo (pevski nastop; Bad Hersfelder Festspiele);
92/93 Moški, Gad, Samo igra je in ne boli;
97/98 'več vlog, Muck, Imena igre (koncertna izvedba, Mala drama);
98/99 Bebel, Jonke, Kamni pojejo (v nemščini; Statdtheater Celovec);
01/02 Stotnik, Büchner, Woyzeck;
03/04 Leon, Muck,  Zalog (postavitev treh prizorov, PTL);
04/05 Argant, Molière, Scapinove zvijače.

### Filmske vloge
- skupno osem večjih vlog, med drugimi v filmih:
  - 1959 Dobri stari pianino
  - 1960 Akcija
  - 1965 Lucija
  - 1966 Amandus

- vloge v približno 30 televizijskih filmih, od tega pomembnejše v:
  - 1965 VOS I, Berite novice
  - 1966 Kje je meja
  - 1968 Jamska Ivanka
  - 1969 Mali oglasi
  - 1970 Dekameron
  - 1971 Beneška noč, VOS II
  - 1972 Igrajmo se gledališče
  - 1976 Solzice
  - 1977 Ipavci

## Režija gledaliških predstav
Muck je vselej režiral gledališke igre na lastne literarne predloge: 
- 85/86 Svetloba  maternice (intermedialni projekt), Cankarjev dom
- 87/88 Energeia (happening) Equrna
- 88/89 Apno ogorki (performans, sodeluje Violeta Tomič) Glej
- 89/90 Za jezom neba (performans), Mala drama
- 97/98 Imena igre, skupina Kdo (koncertna izvedba, sodelujeta Brane Grubar, Nataša Matjašec), Mala drama
- 99/00 Portimăo, (igrajo Bara Levstik, Matija Rozman, Vojko Zidar) Mala drama
- 03/04 Zalog (informativna postavitev treh prizorov, igrata Barbara Kukovec, Jaka Lah), Plesni teater Ljubljana.

## Književno in likovno delo

### Pesniške zbirke
1980 Triptihon (grafična mapa skupaj z Bredo Jontes), samozaložba;
1987 V tkivo ognja (pesmi, proza, esejistično gradivo, dialogi, risbe), Obzorja Znamenja;
1988 Apno ogorki (pesmi, risbe, oprema), samozaložba;
1989 Za jezom neba (pesmi, risbe, oprema), Cankarjeva založba;
1990 Zoon politikon (pesmi, risbe, oprema), Lipa;
2001 Eden (pesmi, ilustracije, risba na ovitku), Cankarjeva založba;
2002 Bleščice (pesmi), Mondena;
2006 Sinji klici (pesmi, ilustracije in oprema Peter Abram), Založništvo Abram.
2008 Testament (pesmi)

### Knjigi esejev
1988 Antigonino zrcalo, Knjižnica MGL;
2000 Med krinko in obrazom (lik na ovitku), Cankarjeva založba.
2008 Hoja skozi hip

### Proza
2002 Zvonove zgodbe (risbe na naslovnici), Vodnikova založba.

### Dramatika
1981 Drevo in soteska (radijska igra), RTV Ljubljana;
1999 Imena igre (knjiga vsebuje ob izhodiščnem proznem tekstu Menih drame Portimăo, Zgubljeni sli, Yama, Crist.doc, Na zlatih parcelah; risba na naslovnici, oprema), Mondena.
2003 Zalog (dvodelna drama, povezuje jo sonetni venec Testament; lik na ovitku), Cankarjeva založba.
2008 Vehikel

### Objave v revijah
( v celoti okrog sto)
od konca sedemdesetih dalje poezija, risbe, eseji, proza, dramatika v Sodobnosti, Dialogih, Novi reviji, Naših razgledih, Literaturi, Reviji 2000, Dnevniku, Delu, Srce in oko, Kekcu, Novi Atlantidi, Srpu, Likovnih besedah, Gledaliških listih Drame SNG v Ljubljani, Maski, Celovškem zvonu, Tretjem dnevu, Razgledih, Književnih listih, na Radiu Ljubljana.

### Samostojne likovne razstave
1980 Razporedja, Galerija Iskra, skupaj z Bredo  Jontes;
1981 Razporedja, Galerija Doma omladine, Beograd;
1981 Steklena knjiga, Galerija muzeja Sisak; Galerija Nova, Zagreb;
1984 Razvezana knjiga, Galerija v Prešernovi hiši, Kranj; Orfejsatir, Knjižnica Jožeta Mazovca, Ljubljana;
1985 Nekočnekje, KD Španski borci, Ljubljana; Sneženje, Biotehniška fakulteta, Ljubljana;
1987 Energeia, Galerija Equrna, Ljubljana.
Sodeloval pri opremi večine svojih knjig, večinoma scenograf pri svojih projektih.

Podrobnejša bibliografija za prvo obdobje delovanja (ta sicer za kasnejša leta tudi na tem mestu ni zajeta) je v knjigi K. Muck,  Antigonino zrcalo (knjižnica MGL; 1988), sestavila jo je T. Premk.
Natančnejši podatki o sodelovanju na nemškem govornem področju:
25.1.1983, Dunaj, Theater der Jugend (Renaissance Theater); Ludwig Volker – Christian Sorge, Ein Fest bei Papadić (Slavje pri Papadiću); režija Klaus Rott; vloga Papadić. Večja vloga.
18.6.1992, Bad Hersfelder Festspiele, J. Giraudoux, Trojanske vojne ne bo; režija Peter Lotschak, pevska vloga Mornar. Solo nastop.
24.6.1992, Bad Hersfelder Festspiele, B. Brecht, Opera za tri groše; režija Peter Lotschak, vloga Jakob Kljuka (Hakenfinger Jakob). Manjša vloga.
27.9.1998, Celovec, Stadttheater Klagenfurt; Gert Jonke, Es singen die Steine (Kamni pojejo); režija Ernst Binder, vloga Bebel. Velika vloga; v glavni vlogi Ulrich Wildgruber, tedaj eden najvidnejših igralcev na nemškem govornem področju.
Kritike:
Ein Fest bei Papadić: Wiener Zeitung, Volksstimme, Arbeiter Zeitung (27.1.83); Wiener Morgen Kurier (31.1.83).
Trojanske vojne ne bo, Opera za tri groše: Hersfelder Zeitung (19.6.92); Hessische Allgemeine (20.6.29 in 26.7.92); Frankfurter Neue Presse, Goettinger Tageblatt (22.6.92); Waldeckische Landeszeitung (23.6.92); Hanauer Anzeiger (23.6.92 in 29.7.92); Hannoverscher Allgemeine (24.6.92); Deutsche Tagespost (2.7.92); Nordsee Zeitung (7.7.92); Rheinische Post (16.7.92);
Es singen die Steine; Die Presse, Der Standard, Salzburger Nachrichten (29.9.98), Süddeutsche Zeitung, Frankfurter Allgemeine (30.9.98).
Pomembnejše študije in kritike o avtorjevih delih:
T. Kermauner, Predrojstvo kot nerazločljivo dno palimpsestov, Dialogi 24/1988, št.7-8-9, str.101-108.
I. Antič, Raztelešanje teksta sna, Dialogi 25/1989, št. 5-6, str.75-80.
F. Zagoričnik, Zoon Politikon, Dialogi 26/1990, št.4-5-6, str. 130-131.
K. Podbevšek, Za jezom zvoka, Maske št. 16/17 1990.
T. Kermauner, Obračun med vrati; Med priprtimi vrati (str. 5-68); Današnja slovenska dramatika I, Slovenski gledališki muzej, 2000.
B. Lukan, Kompendij presenetljivih detajlov, Delo, 2.4.2000.
A. Jaklič, Kristijan Muck – misel in igra, diplomska naloga, AGRFT, april 2001.
M. Drev, Molekule desetletnih vtisov, spojene v poezijo, Delo, 20.6.2001.
J. Kovič, Eden, Dnevnik,11.9.2001.
M. Jeriček, Eden, Tretji dan XXX, sept. 2001, št.8 (str.108)
M. Bregant, Eden, Mladina, 12.11.2001
J. Kovič, Bleščice, Dnevnik, 27.11.2001.
T. Kermauner, Greh in iskanje kot izvor; Človek iskavec I (str. 156-180); Začetki slovenske dramatike II, Slovenski gledališki Muzej, 2002.
L. Stepančič, Zvonove zgodbe, Sodobnost, letnik 67, feb. 2003, št. 2
T. Kermauner, Let na dno, prelet ali založeni svet; Prelet ali založeni in razloženi svet I (str. 162-219); Današnja slovenska dramatika 5, Založba GolKerKavč 2004.
M. Drev, Odjek brona lesket živega srebra, Delo, 28.4.2003.
B. Lukan, Zalog, Delo, 5.11.2003.

## Pedagoška dejavnost
Od 1.2. 1980 visokošolski učitelj za dramsko igro na AGRFT. Do leta 1990 docent, do l.1995 izredni profesor, odtlej redni profesor. Mentor več kot petdesetim sedanjim slovenskim igralcem.

## Večje nagrade
1964, Študentska Prešernova nagrada - Grum, Trudni zastori, Knut.
1975, Borštnikova nagrada - Jesih, Vzpon in padec zanesenega ekonomista, Jernej.
1978, Jugoslovanska nagrada za igro na festivalu radia, Ohrid - Kocjančič, En dan Denisa Ivanoviča, Denis Ivanovič.
Prix Italia za radijsko igro En dan Denisa Ivanoviča.
1979, Nagrada ZDUS - Gorki, Letoviščarji, Dudakov.